# Famille Füzy
Füzy de Lemes et Felsőkeér (en hongrois: Felsőkeéri és Lemesi Füzy) est le patronyme d'une ancienne famille de la noblesse hongroise.

## Histoire
La famille est originaire des comitats d'Abauj et de Sáros. D'anciennes archives révèlent qu'elle est déjà en possession du village de Füz, dans le comitat d’Abauj, en 1248. En 1460, Tamás Füzy, fils de István Füzy, reçoit du roi les villages de Buzafalva et de Kokso-Mindszent dans le comitat d’Abauj. En 1515, Emerich Fyzy de Keér reçoit de nouvelles armoiries de la part du roi Laszlo en remerciement des différents services d’armes rendus à la ville de Buda. En 1545, Emerich Füzy reçoit par don royal le village de Lemes dans la comitat de Sáros, bien qui restera en possession de la famille jusqu'à la fin du XIXe siècle. István Füzy, mort en 1900, est un commandant de la honvéd.